# Phillip Hui
Phillip „Phil“ Hui (* 17. November 1987 in San Antonio, Texas) ist ein professioneller US-amerikanischer Pokerspieler. Er ist dreifacher Braceletgewinner der World Series of Poker.

## Persönliches
Hui spielte vor seiner Pokerkarriere professionell Golf an der University of Texas at San Antonio. Er ist seit November 2020 mit der Pokerspielerin Loni Harwood verheiratet, die zweifache Braceletgewinnerin ist. Der Amerikaner lebt in San Antonio.

## Pokerkarriere

### Werdegang
Hui spielte von Oktober 2008 bis zum sogenannten „Black Friday“ im April 2011 online unter den Nicknames KungPhui (PokerStars) und PHFLYER06 (Full Tilt Poker). Dabei hat er sich mit Turnierpoker knapp 150.000 US-Dollar erspielt.
Seine erste Geldplatzierung bei einem Live-Turnier erzielte Hui Ende Januar 2009 in Robinsonville im US-Bundesstaat Mississippi. Mitte November 2010 gewann er ein Circuitturnier der World Series of Poker (WSOP) in Lake Tahoe mit einer Siegprämie von mehr als 25.000 US-Dollar. Im Jahr 2013 war er erstmals bei der WSOP-Hauptturnierserie im Rio All-Suite Hotel and Casino am Las Vegas Strip erfolgreich und kam zweimal in die Geldränge. Dabei erreichte er bei einem Turnier der Variante No Limit Hold’em den Finaltisch und belegte den mit knapp 60.000 US-Dollar dotierten sechsten Platz. Bei der WSOP 2014 gewann der Amerikaner ein Event in Omaha Hi-Lo und sicherte sich ein Bracelet sowie eine Siegprämie von knapp 300.000 US-Dollar. Ende November 2014 wurde er beim Main Event der World Poker Tour in Kahnawake Siebter für rund 75.000 Kanadische Dollar. Bei der WSOP 2017 belegte Hui bei einem Turnier in der gemischten Variante H.O.R.S.E. den zweiten Platz und erhielt knapp 160.000 US-Dollar. Zwei Jahre später erreichte er bei der WSOP 2019 zwei Finaltische in Turnieren mit gemischten Varianten für Preisgelder von über 110.000 US-Dollar und gewann anschließend die 50.000 US-Dollar teure Poker Player’s Championship, eines der renommiertesten Events auf dem Turnierplan. Dafür setzte sich der Amerikaner gegen 73 andere Spieler durch und sicherte sich sein zweites Bracelet sowie sein bisher mit Abstand höchstes Preisgeld von rund 1,1 Millionen US-Dollar. Diese Leistung wurde im März 2020 mit einem Global Poker Award für die „Final Table Performance of the Year 2019“ ausgezeichnet. Bei der WSOP 2022, die erstmals im Bally’s Las Vegas und Paris Las Vegas ausgespielt wurde, entschied Hui ein Event in Pot Limit Omaha für sich und erhielt sein drittes Bracelet sowie den Hauptpreis von mehr als 300.000 US-Dollar.
Insgesamt hat sich Hui mit Poker bei Live-Turnieren knapp 4 Millionen US-Dollar erspielt.

### Braceletübersicht
Hui kam bei der WSOP 67-mal ins Geld und gewann drei Bracelets:
| Jahr | Buy-in (in $) | Turnier                         | Teilnehmer | Preisgeld (in $) |
| ---- | ------------- | ------------------------------- | ---------- | ---------------- |
| 2014 | 03.000        | Omaha Hi-Lo 8 or Better         | 0457       | 0.286.976        |
| 2019 | 50.000        | The Poker Player’s Championship | 0074       | 1.099.311        |
| 2022 | 01.500        | Pot-Limit Omaha (8-Handed)      | 1437       | 0.311.782        |